# アバチェリ
アバチェリ（英語: Abacheri）は、エリトリア・デブバウィ・ケイバハリ地方中部の町で、中部デンカリア地区に属し、海岸線を持つ。1900年には既に集落として記録されている。シェブルルから国道P-6号線で分岐して南に約8キロメートル進んだ場所に中心地が存在する。北緯14度11分00秒、東経41度30分00秒。標高11m。